# Global Renaissance Alliance
Global Renaissance Alliance, sv. Samtal med Gud-rörelsen[källa behövs], ett internationellt andligt nätverk inom New Age, sammansatt av fredsaktivister, grundat av Marianne Williamson och  Neale Donald Walsch, som hoppas främja spridningen av icke-våld genom bön, meditation och djup inre övertygelse. Den teologi man företräder är panenteistisk.